# 白羊座τ¹
白羊座τ¹（τ1 Ari, τ1 Arietis）是一个位于白羊座的恒星系统，距离地球约462光年。
白羊座τ¹的主星即白羊座τ¹A是一颗食双星，被分类为蓝白色B-型次巨星。组成白羊座τ¹A的两颗恒星视星等分别为5.4和+7.9，在天球的距离为0.15角秒。白羊座τ¹B离白羊座τ¹A0.67角秒，视星等为+8.4。这个恒星系统的平均视星等为+5.27，在+5.26至+5.32之间变化。